# Rhododendron albiflorum
Rhododendron albiflorum är en ljungväxtart som beskrevs av William Jackson Hooker. Rhododendron albiflorum ingår i släktet rododendron, och familjen ljungväxter. Utöver nominatformen finns också underarten R. a. warrenii.

## Bildgalleri

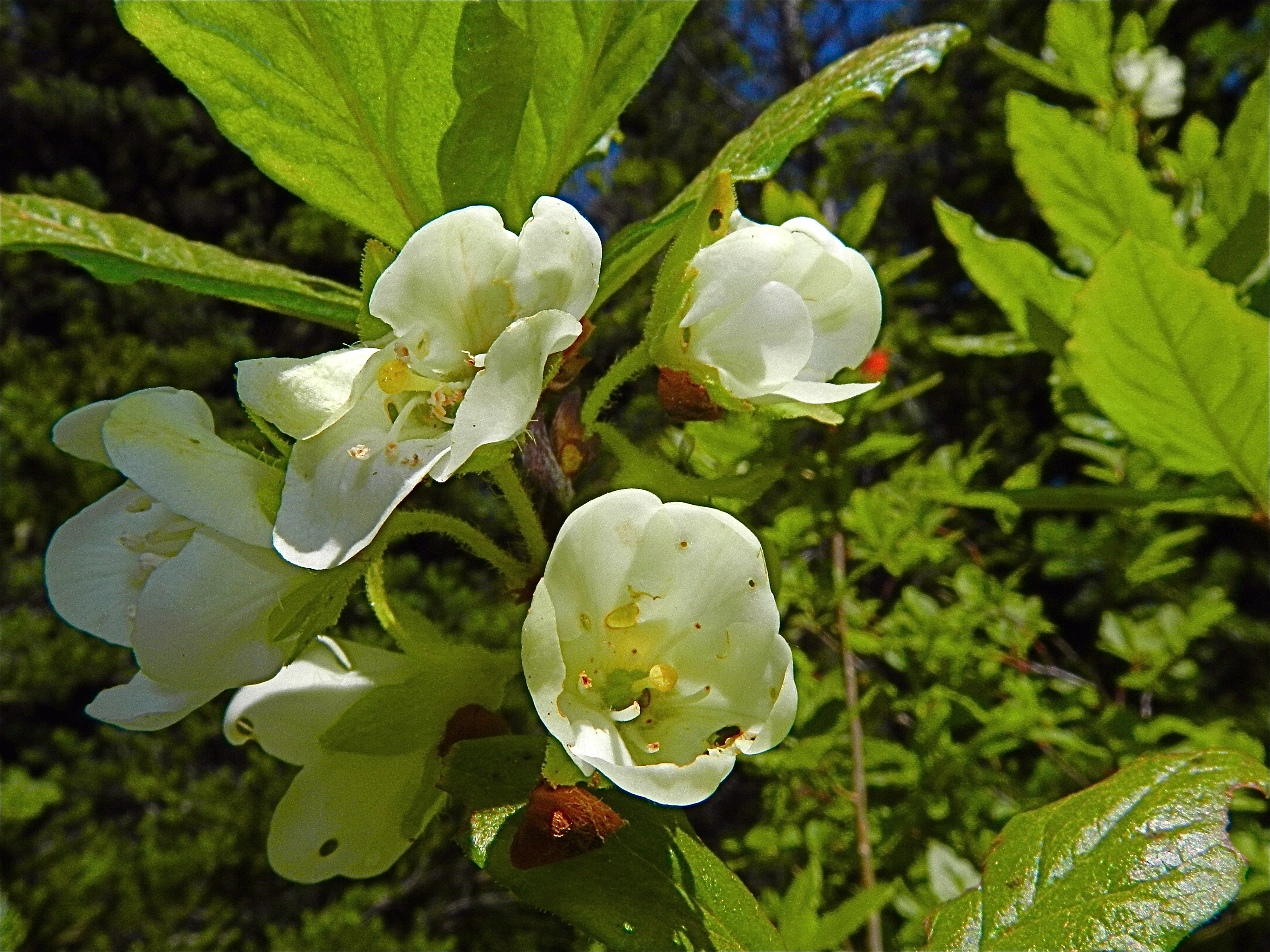
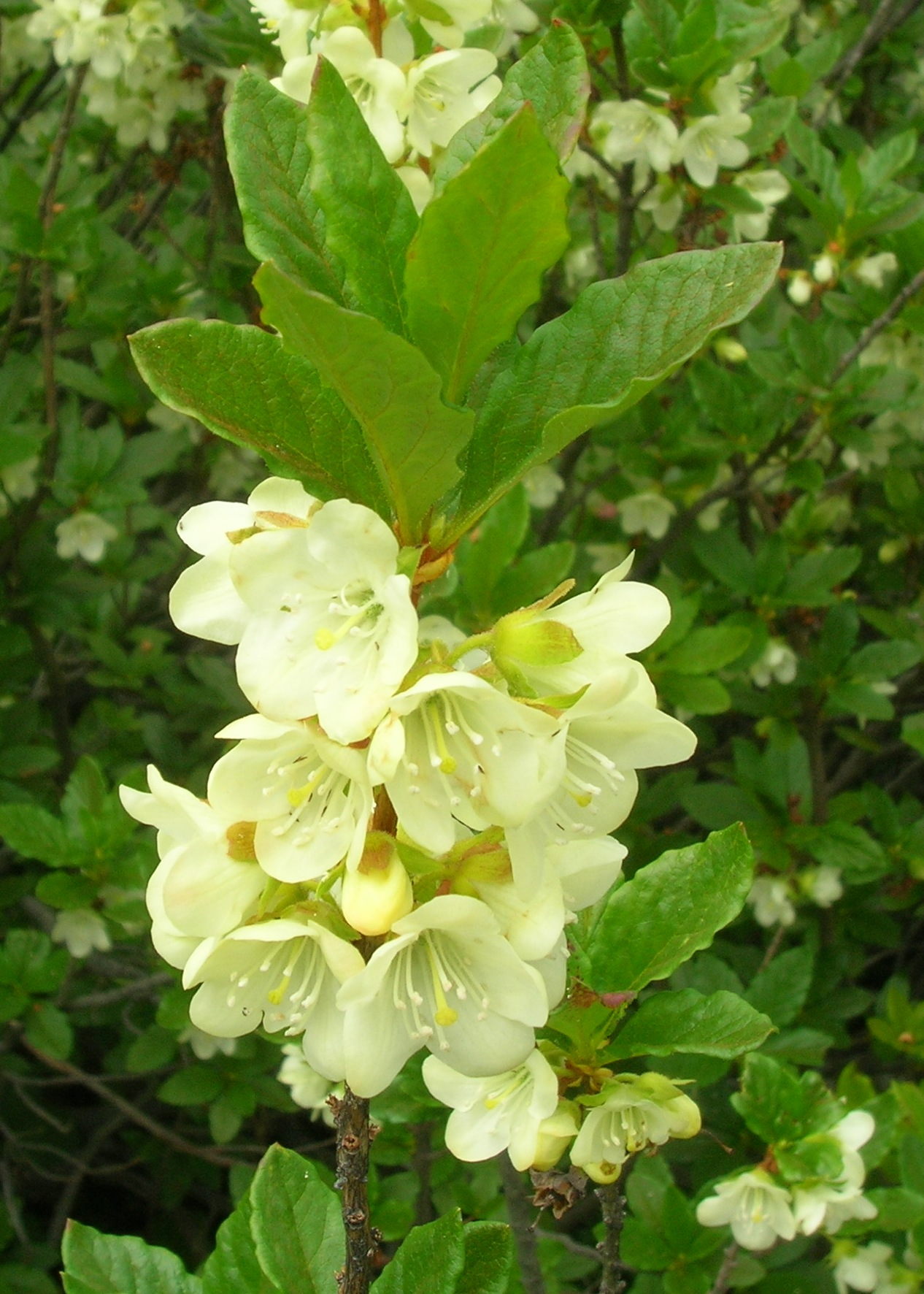
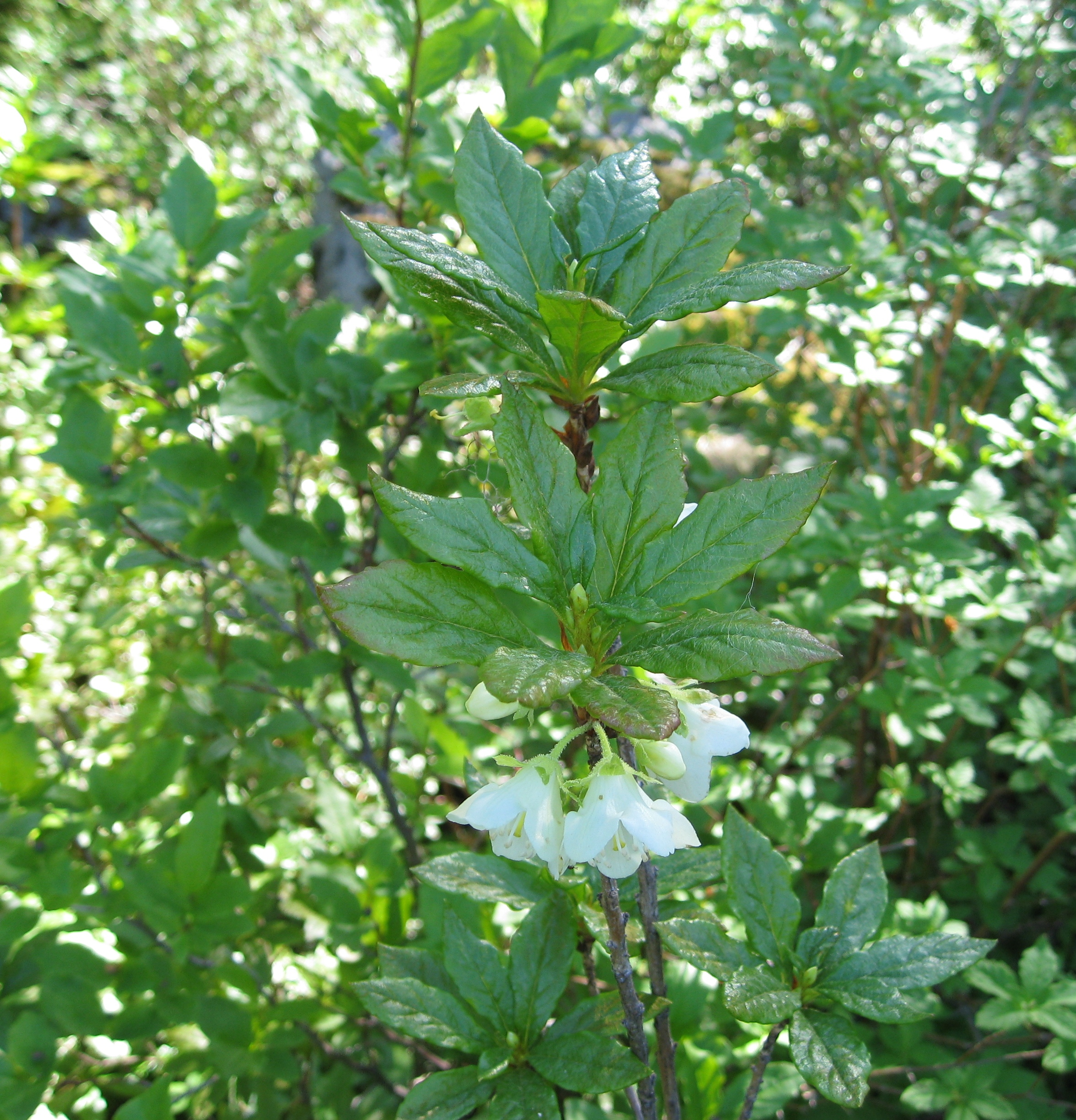
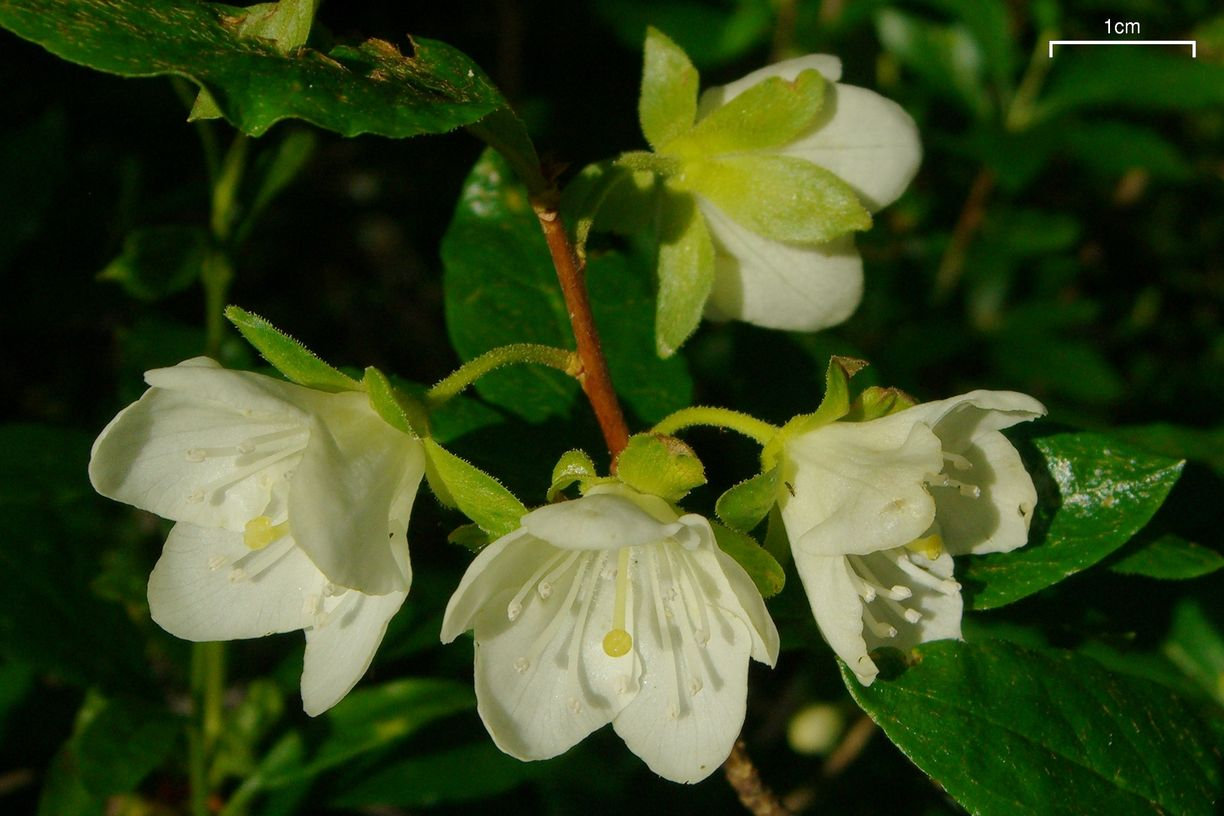
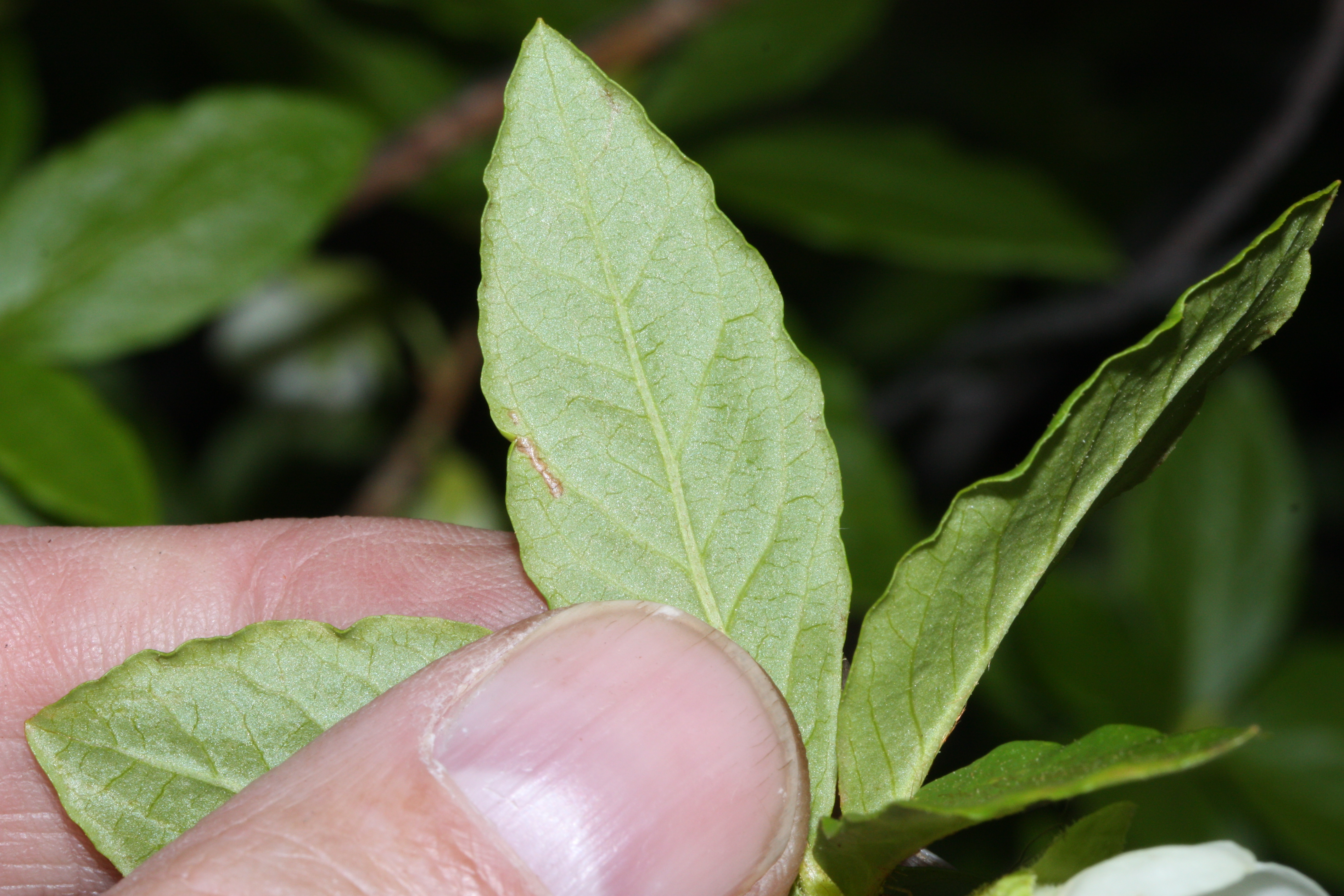
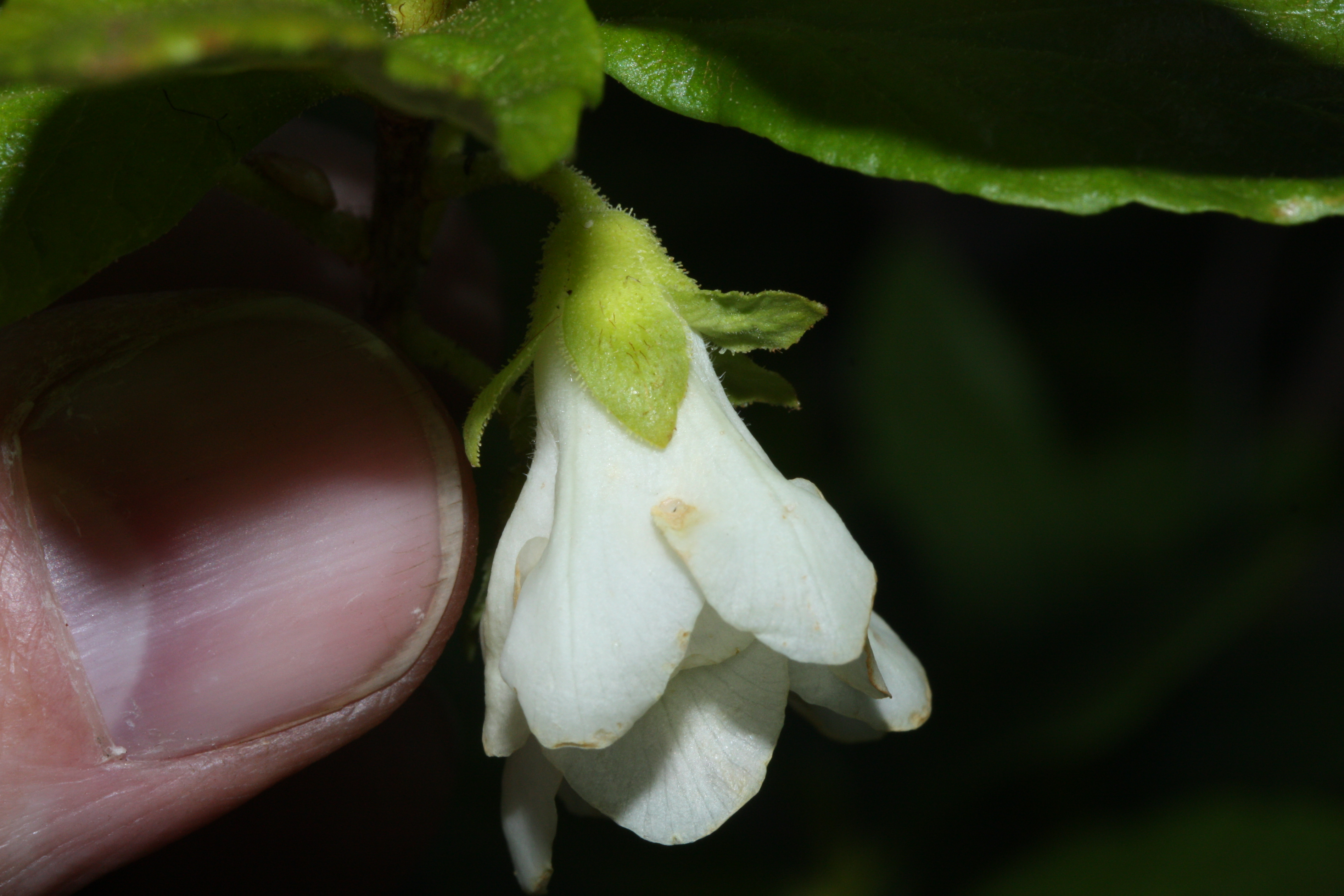